# Thouarella alternata
Thouarella alternata är en korallart som beskrevs av Nutting 1912. Thouarella alternata ingår i släktet Thouarella och familjen Primnoidae. Inga underarter finns listade i Catalogue of Life.